# Captiva Pass
Captiva Pass är ett sund som separerar öarna North Captiva Island och La Costa Island i Lee County, Florida. Sundet förbinder Mexikanska golfen i väst med Pine Island Sound i öster.